# Sinella quadrioculata
Sinella quadrioculata är en urinsektsart som beskrevs av Mills 1935. Sinella quadrioculata ingår i släktet Sinella och familjen brokhoppstjärtar. Inga underarter finns listade i Catalogue of Life.